# Marcel Lebreton
Marcel Lebreton, né le 22 mai 1900 à Écrainville (Seine-Inférieure) et mort le 29 septembre 1979 à Goderville (Seine-Maritime), est un homme politique français.

## Distinctions
- Chevalier de l'ordre du Mérite agricole.
- Chevalier de la Légion d'honneur.

## Détail des fonctions et des mandats
Mandat parlementaire
- 26 avril 1959 - 1er octobre 1968 : Sénateur de la Seine-Maritime